# هیوندای پالیسید
هیوندای پالیسید (به انگلیسی: Hyundai Palisade) یک خودروی شاسی‌بلند اندازه بزرگ سه ردیفه با ظرفیت ۸ سرنشین است که توسط شرکت هیوندای موتور ساخته می‌شود. این خودرو در سال ۲۰۱۸ در نمایشگاه خودرو لس آنجلس معرفی شد. می‌توان گفت هیچ وقت هیوندای به عنوان یک محصول استراتژیک به این رده از خودروهایش، یعنی کراس اوورهای سایز متوسط با طول نزدیک به ۵ متر نگاه کرده است که دلیل آن هم، تعلل در تولید محصولاتی مثل ix55 و یا جایگزینی آن با سانتافه L که در واقع همان سانتافه با فاصله محوری بیشتر است، خواهد بود. در حال حاضر هم هرچند که از نظر آمار فروش، پالیسید مثل دیگر محصولات نامدار و قدیمی‌تر هیوندای نیست اما به خاطر ویژگی‌های خاص آن و اینکه در حال حاضر به عنوان بالاترین رده در محصولات این شرکت شناخته می‌شود، جایگاه ویژه‌ای در نزد مدیران هیوندای دارد. از این‌ رو یک فیس‌لیفت برای مدل ۲۰۲۳ آن در نظر گرفته شده است تا درست در روزهایی که قرار است رنگ کهنگی روی آن بشیند، دوباره جدید و تازه به نظر آید.
شرکت هیوندای که امروزه با کیا موتورز کره جنوبی  رقابت می‌کند، به عنوان دهمین شرکت خودروساز دنیا در سال ۲۰۲۰ معرفی شده است که این عنوان را در سال ۲۰۲۱ نیز حفظ کرد. این خودروساز امروزه به عنوان یکی از پرفروش‌ترین خودروسازها در آمریکای شمالی بوده که فروش بالای خود را مدیون محصولاتی مثل توسان، الانترا، سانتافه و سوناتا است. هیوندای در سال ۲۰۰۷ تا ۲۰۱۵ محصولی به نام ix55 داشت که به عنوان بزرگ‌ترین شاسی بلند این کمپانی شناخته می‌شد. با معرفی سانتافه L یا مکس کروز که در بعضی بازارها، گرند سانتافه نیز نام داشت و به نوعی جانشین ix55 بود، خلا نبود یک کراس‌اوور سایز بزرگ پر شده بود. در سال ۲۰۱۸، با معرفی هیوندای پالیسید به عنوان بزرگ‌ترین کراس‌اوور این کمپانی و معرفی نسل جدید سانتافه، سانتافه L از برنامه‌های تولید این شرکت کنار گذاشته شد. حالا پالیسید به عنوان یکی از امیدهای شرکت هیوندای، دچار یک تغییر چهره و فیس‌لیفت شده است که این تغییرات در بخش‌های مختلف بدنه و داخل آن دیده می‌شود.
بررسی مشخصات فنی هیوندای پالیسید 2023

+ پیشرانه‌های قدرتمند
+ قیمت رقابتی
+ امکانات رفاهی و ایمنی بسیار خوب
+ فضای جادار کابین
+ عرضه به صورت تک و دو دیفرانسیل
+ کابین لوکس با طراحی مدرن
– وجود تنها یک پیشرانه
مشخصات فنی
برای مدل ۲۰۲۳ هیوندای پالیسید، فقط یک پیشرانه در نظر گرفته شده که آن هم موتور شش سیلندر خورجینی ۳.۸ لیتری به قدرت ۲۹۱ اسب بخار است. این پیشرانه تنفس طبیعی، دارای تکنولوژی تزریق مستقیم سوخت است و از سیکل احتراق اتکینسون استفاده می‌کند. مهم‌ترین ویژگی این سیکل، باز بودن سوپاپ هوا در زمان بالا آمدن پیستون در مرحله تراکم است به نحوی که سوپاپ هوا، تا زمان طی شدن ۲۰ تا ۳۰ درصد از کورس پیستون، همچنان باز است. به طور ساده، این نحوه طراحی باعث افزایش قدرت تولیدی در عین کاهش مصرف سوخت می‌شود. این خودرو هم به صورت دیفرانسیل جلو و هم به شکل دائم چهارچرخ قابل سفارش بوده که در این وضعیت، سیستم حرکتی HTRAC برای تقسیم هوشمند گشتاور بین چرخ‌ها، روی خودرو نصب است. این خودرو دارای سه وضعیت رانندگی معمولی، اسپرت و هوشمند است که در حالت هوشمند، بسته به نوع مسیر و حالت رانندگی، بهترین وضعیت حرکتی نیز تنظیم می‌شود.
قیمت خودرو
مدل ۲۰۲۳ این خودرو در اروپا و آمریکا ۴۲ هزار دلار قیمت گذاری شده‌است.